# Амон
 Тази статия е за древноегипетското божество.  За древната държава в Близкия Изток вижте Амон (държава).  
Амон е древноегипетски бог, който е покровител на град Тива. От 17 век пр.н.е., когато е времето на Новото царство, той се отъждествява с бог Ра (Амон Ра) Узер Мат Мери Ре Амун /Рамзес II/ и става върховен египетски бог, закрилник на фараона, заедно с властта и управлението му.
Първоначално Амон бил бог на въздуха и вятъра. По-късно бил почитан като бог на плодородието и създател на целия свят.
Името на бог Амон Ра означава „скрит“. Той е представян като човек с глава на овен със спираловидни рога – символ на плодовитостта – или като човек с шапка от пераун Амун Ра е събирателно божество и е станало върховен бог през 18 династия. Първоначално Амун (невидим, тайнствен, безграничен) е Тиванския върховен бог творец. Тива е столица на Горен Египет. Aтом (създал сам себе си) Ра (живот, слънце) е върховният бог на Долен Египет със столици Мемфис и Иуну (Хелиопол).
След като се възкачва Тиванската 18 династия (1584 – 1342 г. пр.н.е.), тя слива двете божества и се получава Амон Ра. Така че при сливането на двете божества се получава-тайнствен, безграничен, невидим създател на живота.
Интересно е, че египтяните наричат Амен-ти (Истинския дом) – задгробния живот. Амон Ра често е изобразяван държащ символа анх-кръст с кръг на върха, който означава безсмъртие.
Храмове: Карнак
Животни: гъска и овен